# 科尔韦拉德阿斯图里亚斯
科尔韦拉德亚斯图里亚斯，是西班牙阿斯图里亚斯的一个市镇。总面积46平方公里，总人口15885人（2001年），人口密度345人/平方公里。